# Naja nigricollis
Il cobra dal collo nero o cobra sputatore (Naja nigricollis) è un serpente della famiglia degli elapidi.

## Sottospecie
Ne sono state descritte tre distinte sottospecie: il Naja nigricollis nigricollis, il Naja nigricollis woodi e il Naja nigricollis nigricinta, ciascuna delle quali è diffusa in aree diverse, sebbene a volte parzialmente sovrapposte, e possiede caratteristiche morfologiche differenti, soprattutto per quanto riguarda le dimensioni e la colorazione del corpo.

## Habitat
Queste sottospecie di cobra sputatore sono specifiche del continente africano e vivono principalmente nella savana e nelle aree cespugliose, dal Kenya fino al Sudafrica. Sono tutte caratterizzate da una dentatura proteroglifa, nella quale i denti cavi per l'inoculazione del veleno si trovano nella parte anteriore. Sono serpenti pericolosi anche per l'uomo: il loro veleno è severamente irritante, una volta lanciato raggiunge i 150 metri al secondo, quando raggiunge gli occhi, può causare la cecità.

## Descrizione
Il Naja nigricollis nigricollis è la sottospecie di maggiori dimensioni. La colorazione del suo dorso oscilla dal grigio scuro tendente al nero al marrone giallastro, mentre la regione ventrale è normalmente di colore giallo crema. Nella zona del collo presenta fasce nere di larghezza variabile, che in alcuni esemplari arrivano a ricoprirlo interamente.
Ha dimensioni medio-grandi, la lunghezza massima va dai 120 ai 280 cm.
Il nero e il grigio scuro sono i colori predominanti nel Naja nigricollis woodi, senza distinzione tra regione ventrale e dorsale. In alcuni esemplari le squame dorsali possono essere leggermente azzurrate.
Il Naja nigricollis nigricinta è considerato uno dei serpenti africani più belli proprio per la colorazione a strisce nere, distribuite su tutto il corpo su uno sfondo che nella regione dorsale può essere marrone, mentre in quella ventrale è giallo o bianco.

## Biologia
Tutte e tre le sottospecie sono notturne e trascorrono la giornata evitando il forte calore del sole nascoste nei loro rifugi. I luoghi in cui solitamente preferiscono passare il giorno possono essere cavità sotto le rocce, tane di roditori o, più frequentemente, termitai abbandonati.

### Alimentazione
Quando il calore diminuisce, il cobra sputatore esce a caccia di prede. Non dimostra preferenze particolari e, a seconda del territorio, si nutre sia di roditori che di anfibi, rettili o uccelli.
Per cacciare, utilizza la tecnica abituale di tutti i cobra: morde la vittima inoculandole il veleno che la uccide prima dell'inizio del processo digestivo. La preda viene inghiottita intera a partire dalla testa, in modo da facilitare il passaggio del corpo lungo l'apparato digerente. La digestione del pasto è piuttosto lenta e, a seconda delle dimensioni della preda inghiottita, il serpente può trascorrere molto tempo senza uscire di nuovo per cacciare.

### Riproduzione
L'accoppiamento ha luogo alla fine dell'inverno o all'inizio della primavera, quando la femmina emette un feromone che attira i maschi dei dintorni. Ha inizio così un corteggiamento che termina con la copula. Dai 90 ai 100 giorni dopo, la femmina sceglie una cavità con una temperatura adatta e depone uova di colore bianco in numero variabile da 10 a 24. Terminata la deposizione, la femmina non presta alcuna cura parentale e si disinteressa completamente della discendenza.
Il periodo di incubazione dura circa due mesi, al termine dei quali nascono dei piccoli che misurano tra i 20 e i 25 cm e si disperdono rapidamente in cerca di un territorio in cui stabilirsi.